# ملعب لا بورتادا
ملعب لا بورتادا (بالإنجليزية: Estadio La Portada)‏ هو ملعب كرة قدم يقع في لا سيرينا، تشيلي، يتسع لـ 14,414 متفرج.

## التاريخ
افتتح الملعب في 26 أغسطس 1952.